# Гуярова-Ґурка

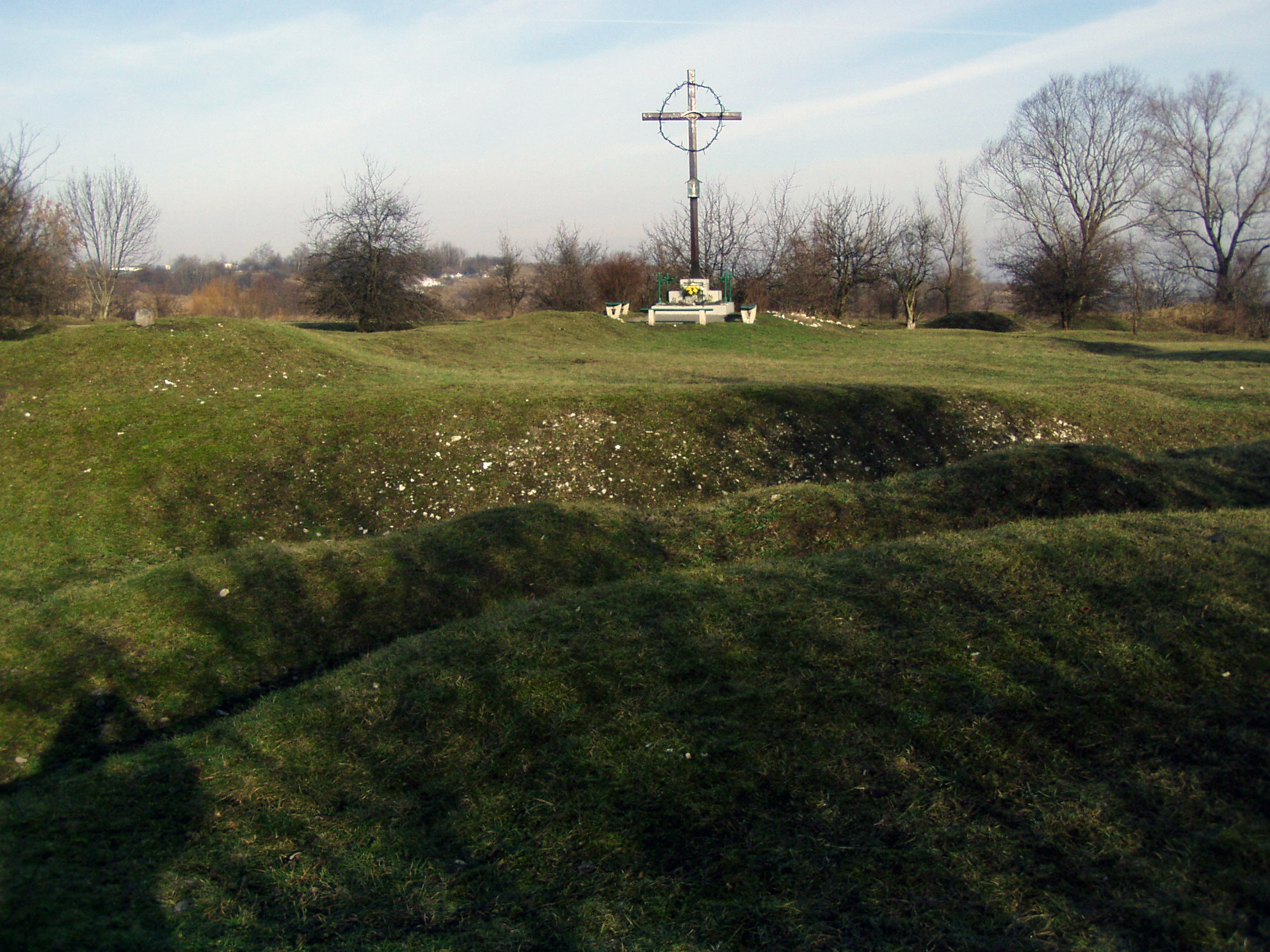
Гуярова-Ґурка сьогодні.

Гуярова-Ґурка (пол. Hujarowa Górka) - височина посеред системи пагорбів «Плашувські висоти» неподалік від концтабору Плашув, де, починаючи з вересня 1943 року, проводилися розстріли ув'язнених концентраційного табору і в'язниці Монтелюпіх , переважно єврейського походження. Інші назви - Х*йова-Ґурка, Козья-Ґурка, Х-Ґурка (пол. Hujowa Górka, Kozia Górka, H-Górka).
Найменування місця походить від прізвища члена СС і відповідального за розстріли Альберта Гуяра (нім. Albert Hujar, інший варіант прізвища - Huyar). За свідченням колишніх ув'язнених Плашува, сестер Гелі і Янки Вайсс, ненормативне найменування місця, співзвучне з прізвищем Гуяра, було одним із способів впоратися з табірною дійсністю і своєрідним чорним гумором.

## Історія
Ґурка входить в систему Плашувских пагорбів і на ній знаходилась артилерійська фортифікаційна споруда австро-угорської армії під назвою шанець «FS-21», побудована в другій половині XIX століття, яка входила в систему Краківської фортеці. Ця фортифікаційна споруда використовувалася до 30-х років XX століття, коли вона була остаточно демонтована. На місці, де проводилися розстріли, була яма глибиною 5 метрів, 6 метрів в ширину і 50 метрів в окружності.
Перші розстріли на Ґурці стали проводитися з вересня 1943 року, після того як в концентраційний табір Плашув був доставлений транспорт з ув'язненими з гетто в місті Бохня. Страти проводилися майже щодня аж до весни 1944 року, коли була відзначена найбільша концентрація масових розстрілів.

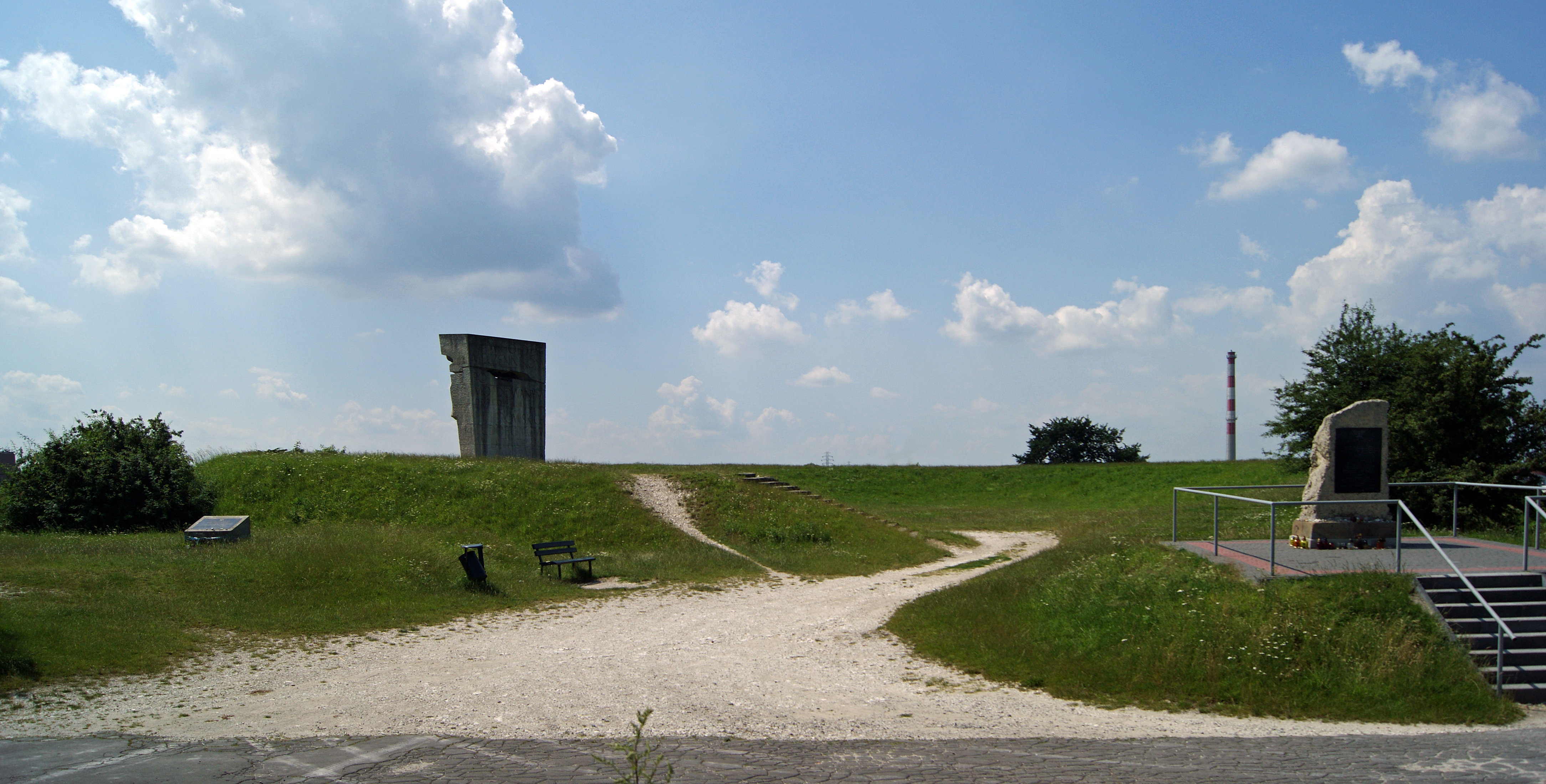
Месоріальний комплекс, присвячений пам'яті загиблих у Палшуві. На цьому місці знаходились тимчасові бараки «Bekleidungslager», в яких розстрілювали ув'язнених після заповнення ями на Ґурці.

Як свідчить колишній в'язень концентраційного табору Йозеф Бау, розстріли проводилися за певною методикою. Засуджені на смерть з першої групи роздягалися догола, спускалися в яму, де укладали тіла убитих до них ув'язнених, послідовно чергуючи тіла способом «ноги-голова», потім клали на тіла скинуту зверху деревину, після чого самі лягали на неї. В цей час зверху їх розстрілювали з кулеметів. Потім наставала черга наступної групи. Щоб засуджені до смерті не кричали, їм заклеювали пластиром роти. Останній ув'язнений виливав в яму бензин, після чого його розстрілювали, а тіло скидали в яму. В кінці екзекуції спеціальний загін з Плашува засипав тіла убитих піском або землею. Коли яма була майже заповнена, розстріли стали тривати в тимчасових бараках під назвою «Bekleidungslager» на місцевості під назвою «Ціпови-Долек», яка перебувала на території табору (сьогодні там знаходиться меморіальний комплекс). З 15 лютого 1944 року розстрілювати стали в іншому місці, приблизно в 300 метрах на захід від старого місця.
Нове місце входило до складу колишньої фортифікаційної споруди «FS-22» і називалося «С-док». На цьому місці сьогодні стоїть пам'ятник у вигляді хреста, присвячений жертвам розстрілів. Нове місце було помітним для в'язнів, які перебували в концентраційному таборі. Спочатку керівництвом табору були спроби огородити нове місце страти, але потім було прийнято рішення не огороджувати його. У період з серпня по вересень 1944 року на новому місці були розстріляні ув'язнені-євреї, доставлені з Угорщини та Словаччини, заарештовані після Словацького національного повстання. В цей час також проводились розстріли ув'язнених з в'язниці Монтелюпіх під командуванням Альберта Гуяра і коменданта табору Амона Гета, який проводив селекцію прибувають транспортів.
Більшість розстріляних були євреями, серед розстріляних також були кілька німців-дезертирів і кілька десятків місцевих поляків. Згідно тверджень історика Германа Ладнера, загальне число розстріляних становить близько 10 тисяч чоловік, в тому числі 7 тисяч ув'язнених табору Плашув і близько 3 тисяч ув'язнених з в'язниці Монтелюпіх. Мінімальна кількість обмежується 8 тисячами розстріляних (це число було озвучено під час засідання Верховного національного трибуналу на процесі проти Амона Гета) .
Влітку 1944 року в зв'язку з наближенням фронту масові екзекуції стали скорочуватися і почалася підготовка до знищення місць розстрілу. Командир СС і поліції Кракова Вільгельм Коппе наказав викопати тіла убитих і спалити їх. Ексгумація і спалення останків тривали протягом двох місяців. Зазвичай останки спалювали вранці. Роботи проводилися загоном з ув'язнених євреїв під назвою «Ausgrabenkommando», за що вони отримували додаткове харчування і алкоголь. Єврейським загоном керували капо з кримінальних злочинців німецького походження, які були доставлені з різних німецьких тюрем. Всього було спалено кілька тисяч тіл, а попіл (загальний об'єм - 17 залізничних вагонів) поступово розкидався на території Плашува.

## Пам'ять
На Гуяровій-Ґурці встановлено пам'ятний знак у вигляді хреста, який входить в меморіальний комплекс «Люди з вирваними серцями».

## У мистецтві
- Розстріли на Гуяровій-Ґурці і спалення тіл зображені у фільмі «Список Шиндлера».